# Bar (Ukrajina)
Bar (ukrajinsky a rusky Бар, polsky Bar) je město v Podolí na středozápadní Ukrajině. Je součástí Žmerinského rajónu Vinnycké oblasti. Žije zde přibližně 15 tisíc obyvatel.
První písemná zmínka je z roku 1401. Tehdy se však město jmenovalo Riv (Rov). Roku 1768 zde byla uzavřena Barská konfederace – svazek polské šlechty proti králi Stanislavu Augustovi Poniatowskému a Ruskému impériu.

## Bar City
Dne 12. června 2020 vznikla komunita Bar City jako součást Bar City, obsahující města Antonivska, Balkivska, Voynashivska, Gaivska, Hermakivska, Hulivska, Mankivtsi, Zhuravlivska, Ivanovetska, Komarovetska, Kuzmynetska, Luko-Barska, Malchevetska, Pixikivskad, Mys a Rady vesnic Mykiykivska, Mykivkivska, Mykivkivska, Chodatska, Chemeryska , Yaltushkivska.